# Jaroslav Heyrovský
Jaroslav Heyrovský (Praga, 20 de dezembro de 1890 — Praga, 27 de março de 1967) foi um químico e inventor da Checoslováquia. Heyrovský foi o inventor do métodos polarográficos, pai do método eletroanalítico e ganhador do Prêmio Nobel de Química em 1959 por sua descoberta e desenvolvimento dos métodos polarográficos de análise. Seu principal campo de trabalho foi a polarografia.

## Vida e trabalho
Jaroslav Heyrovský nasceu em Praga em 20 de dezembro de 1890, o quinto filho de Leopold Heyrovský, Professor de Direito Romano na Universidade Charles em Praga, e sua esposa Clara, nascida Hanl von Kirchtreu. Ele obteve sua educação inicial na escola secundária até 1909, quando começou seus estudos de química, física e matemática na Universidade Charles em Praga. De 1910 a 1914, ele continuou seus estudos na University College London, com os professores Sir William Ramsay, W.C. McC. Lewis e Frederick George Donnan. Estava particularmente interessado em trabalhar com o professor Donnan, em eletroquímica.
Durante a Primeira Guerra Mundial, Heyrovský trabalhou em um hospital militar como químico dispensador e radiologista, o que lhe permitiu continuar seus estudos e fazer o doutorado e licenciatura em Praga em 1918 e em Londres em 1921.
Heyrovský iniciou sua carreira universitária como assistente do Professor B. Brauner no Instituto de Química Analítica da Universidade Charles, em Praga; ele foi promovido a Professor Associado em 1922 e em 1926 ele se tornou o primeiro Professor de Físico-Química da Universidade.
A invenção do método polarográfico por Heyrovský data de 1922 e ele concentrou toda a sua atividade científica no desenvolvimento deste novo ramo da eletroquímica. Ele formou uma escola de polarógrafos tchecos na universidade e ele próprio esteve na vanguarda da pesquisa polarográfica. Em 1950, Heyrovský foi nomeado Diretor do Instituto Polarográfico recém-criado, que desde 1952 foi incorporado à Academia de Ciências da Tchecoslováquia.
Em 1926, o professor Heyrovský casou-se com Marie (Mary) Koranová, e o casal teve dois filhos, uma filha, Jitka, e um filho, Michael.

Jaroslav Heyrovský morreu em 27 de março de 1967. Foi sepultado no Cemitério Vyšehrad em Praga.